# Bedraad netwerk
Een bedraad netwerk is een computernetwerk waarin de datacommunicatie plaatsvindt via een netwerkkabel. Het begrip raakte pas in het begin van de 21e eeuw in zwang, toen het draadloos netwerk populair werd. Voorheen waren in feite alle gangbare netwerken bedraad.
Nadeel van een bedraad netwerk is dat kabels moeten worden aangelegd en dat is kostbaar en tijdrovend. Is deze klus eenmaal geklaard, dan blijkt bedraad een voordeel te zijn: betrouwbaarheid en beveiliging zijn prima voor elkaar.
Een draadloos netwerk lijkt veel voordelen te hebben maar met name beveiliging is een punt van zorg. Door particulieren wordt de beveiliging vaak vergeten en dat resulteert steeds in een open netwerk waar iedereen gebruik (of misbruik) van kan maken.